# František Wende
František Wende (Svoboda nad Úpou, 3 giugno 1904 – Bad Harzburg, 1968) è stato un combinatista nordico e saltatore con gli sci cecoslovacco.

## Palmarès

### Mondiali
- Bronzo a Johannisbad 1925 nel salto con gli sci.
- Bronzo a Cortina d'Ampezzo 1927 nella combinata nordica.